# Aphelinus howardii
Aphelinus howardii är en stekelart som beskrevs av Dalla Torre 1898. Aphelinus howardii ingår i släktet Aphelinus och familjen växtlussteklar. Inga underarter finns listade i Catalogue of Life.